# John Forbes Nash
  John Forbes Nash    (Bluefield, 13 de juny de 1928 - Monroe Township, 23 de maig de 2015) fou un matemàtic i professor universitari estatunidenc guardonat amb el Premi del Banc de Suècia de Ciències Econòmiques en memòria d'Alfred Nobel l'any 1994.
L'any 2001 es va fer el film Una ment meravellosa (A Beautiful Mind), dirigida per Ron Howard i interpretada per Russell Crowe i Jennifer Connelly, inspirat en la biografia de Sylvia Nasar. La pel·lícula fou guardonada amb quatre Premis Oscar —inclosos els de millor pel·lícula, director, actriu secundària i guió adaptat.

## Biografia

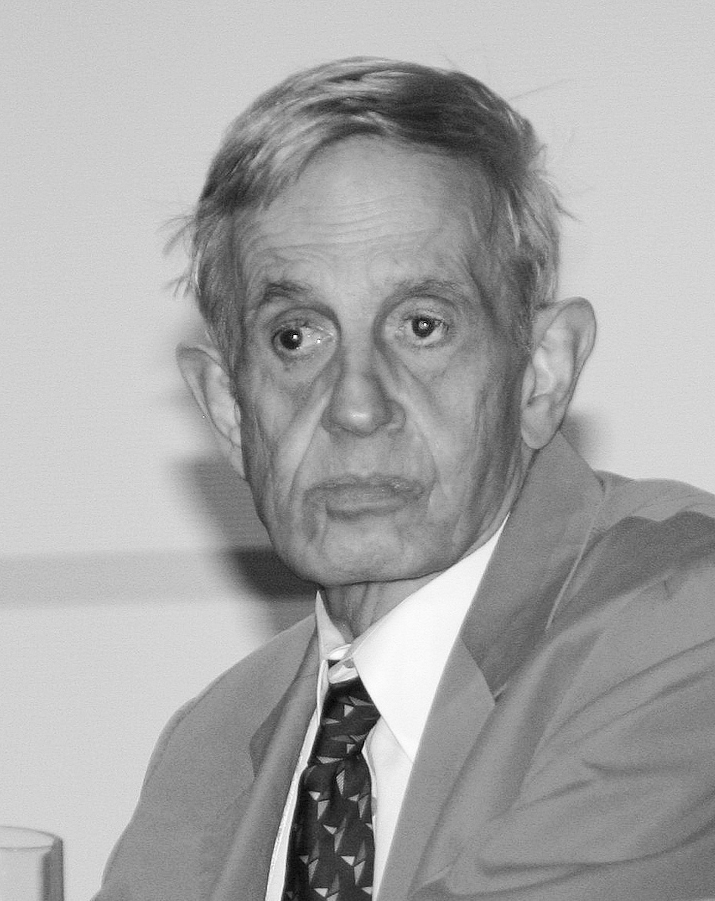
John Forbes Nash l'any 2002

De ben petit, va demostrar una extraordinària capacitat intel·lectual tot i les seves dificultats per relacionar-se amb els altres.
Als catorze anys va començar a mostrar interès per les matemàtiques i la química. El juny de 1945, gràcies a una beca, va començar estudis d'enginyeria química a l'actual Universitat Carnegie Mellon. No obstant això, va començar a destacar en matemàtiques i el seu professor el va convèncer perquè s'hi especialitzés. Després de graduar-se el 1948, va acceptar una beca de la Universitat de Princeton per doctorar en matemàtiques l'any 1950.
A partir de la dècada del 1950 va començar a treballar per a la RAND Corporation, una institució de les forces aèries dedicada a la investigació estratègica. L'estiu de 1954 fou arrestat en una batuda de la policia contra els homosexuals (era l'època del senador McCarthy i de la cacera de bruixes contra comunistes i homosexuals). L'any 1958, un any després de casar-se amb Alicia Larde, li fou diagnosticada una esquizofrènia. El 1959, va ser internat per primera vegada a conseqüència de la malaltia durant cinquanta dies a l'hospital McLean de Belmont (Massachusetts). Posteriorment va viatjar a Europa, on va intentar obtenir la condició de refugiat polític, convençut que era perseguit per «criptocomunistes». Els anys següents, fou hospitalitzat en diverses ocasions per períodes de cinc a vuit mesos en centres psiquiàtrics de Nova Jersey.
Professor de matemàtiques a l'Institut Tecnològic de Massachusetts, també ho va ser de la Universitat de Princeton.
Nash i Alicia es van divorciar el 1963 per mor dels problemes mentals, tot i que uns anys més tard, el 1970, ella el va tornar a acollir a casa seva i en va tenir cura la resta de la seva vida. Amb el pas dels anys la malaltia es va millorar poc a poc, i a final dels anys vuitanta Nash era capaç de tornar a enfrontar-se a problemes matemàtics. Durant aquest procés (a diferència dels anys de crisis agudes), no es va medicar, i quan el seu cas es va fer mediàtic amb motiu de la concessió del Premi Nobel, l'Alicia va dir, amb relació a la sorprenent millora del seu estat mental: «Es tracta només de viure una vida tranquil·la».
En el cas de Nash, l'entorn protector de l'Alicia i l'interès de la comunitat matemàtica pel seu cas haurien fet possible la inesperada evolució favorable de la seva malaltia. Segons la seva biògrafa Sylvia Nasar, els fàrmacs antipsicòtics no són suficients en la gestió de l'esquizofrènia, ja que el més important és tenir un motiu per viure.
Amb Alicia Larde va tenir un fill, al qual més tard també li van diagnosticar esquizofrènia. Abans de la relació amb ella ja havia tingut un altre fill amb Eleanor Stier, amb els quals, mare i fill, posteriorment Nash hi va tenir poca relació.

## Recerca

### La teoria de jocs
A la Universitat de Princeton es relacionà amb professors com Albert Einstein o John Von Neumann, cosa que va fer augmentar les seves ànsies per destacar, per superar-se a si mateix i als altres, i per obtenir així el reconeixement. Va inventar un joc matemàticament perfecte, en el qual es basa l'actual Hex. El 1949 va proposar el sistema d'equilibri de mercats que vigeix encara l'actualitat. Hi va rebatre les teories d'Adam Smith.
La seva tesi doctoral, de 28 pàgines, de 1950, tractà sobre els jocs no cooperatius. El treball va ser supervisat per Albert W. Tucker. Conté la definició i propietats del que més tard s'anomenaria l'equilibri de Nash, que immediatament va ser reconegut per tots els especialistes. Posteriorment, en va derivar d'aquesta recerca la formulació de la cèlebre teoria de jocs. Les seves teories han influït en les negociacions comercials globals, en els avanços en biologia evolutiva, o en les relacions laborals nacionals.
L'any 1994 fou guardonat amb el Premi del Banc de Suècia de Ciències Econòmiques juntament amb John Harsanyi i Reinhard Selten, «per la seva anàlisi pionera d'equilibris en la teoria de jocs no cooperatius».

### Matemàtiques
El 1952, Nash va fer un treball pioner en l'àrea de la geometria algebraica real, publicat en l'article «Real Algebraic Manifolds». Aquest treball en matemàtiques inclou el teorema de la incrustació de Nash, que demostra que qualsevol varietat de Riemann abstracta pot ser isomètricament realitzada com una subvarietat de l'espai euclidià. També va fer importants contribucions a la teoria de les equacions diferencials parcials parabòliques no lineals i de la teoria de la singularitat.
En el llibre A Beautiful Mind, l'autora Sylvia Nasar explica que Nash treballava per demostrar un teorema amb equacions diferencials parcials el·líptiques. El 1956, va patir una gran decepció quan es va assabentar que un matemàtic italià, Ennio de Giorgi, havia publicat una prova tan sols uns mesos abans que Nash va descobrir la seva. Cadascú va prendre diferents rutes per resoldre l'adequació. Els dos matemàtics es van conèixer a l'Institut Courant de Ciències Matemàtiques de la Universitat de Nova York durant l'estiu de 1956. S'ha especulat que si només un d'ells hagués resolt el problema, se li hauria donat la Medalla Fields per la demostració.
El 2011, l'Agència de Seguretat Nacional va desclassificar cartes escrites per Nash el 1950, en què havia proposat una nova màquina d'encriptació-desencriptació. Les cartes mostren que Nash havia anticipat molts conceptes de la criptografia moderna, que es basen en la duresa de càlcul.

## Malaltia
La malaltia mental de Nash es manifestà inicialment com a paranoia o trastorn delirant. Nash creia que una conspiració comunista mundial d'homes amb corbates vermelles el perseguia. Va enviar cartes a diferents ambaixades exposant els seus deliris. El 1959 la malaltia es manifestà públicament en una conferència a la Societat Americana de Matemàtiques. Fou ingressat a Hospital McLean on va ser diagnosticat d'esquizofrènia paranoide. El 1961 ingressà a l'Hospital Psiquiàtric de Trenton a Nova Jersey. Durant els nou mesos següents va passar períodes en hospitals psiquiàtrics i va sr tractat amb medicaments antipsicòtics. A partir de 1970 refusà ser internat i seguir cap tractament. Amb els anys manifestà una millora sensible i continuà amb bona part dels seus treballs. El 1995 afirmà que tot i que «havia tornat a pensar racionalment com a científic», se sentia més limitat, respecte com pensava abans de les crisis.

## Vida personal i mort
El 1951, l'Institut Tecnològic de Massachusetts (MIT) va contractar Nash com a instructor CLE Moore a la facultat de matemàtiques. Aproximadament un any després, Nash va començar una relació amb Eleanor Stier, una infermera que va conèixer mentre estava ingressat com a pacient. Van tenir un fill, John David Stier, però Nash va deixar Stier quan li va explicar el seu embaràs. La pel·lícula basada en la vida de Nash, A Beautiful Mind, va ser criticada durant el període previ als Oscar 2002 per ometre aquest aspecte de la seva vida. Es deia que l'havia abandonat per la seva condició social, que pensava que hi estava per sota.
A Santa Monica, Califòrnia, el 1954, quan tenia vint anys, Nash va ser arrestat per exhibició indecent en una operació dirigida a homes homosexuals. Tot i que els càrrecs van ser retirats, va ser desposseït de la seva autorització de seguretat d'alt secret i acomiadat de RAND Corporation, on havia treballat com a consultor.

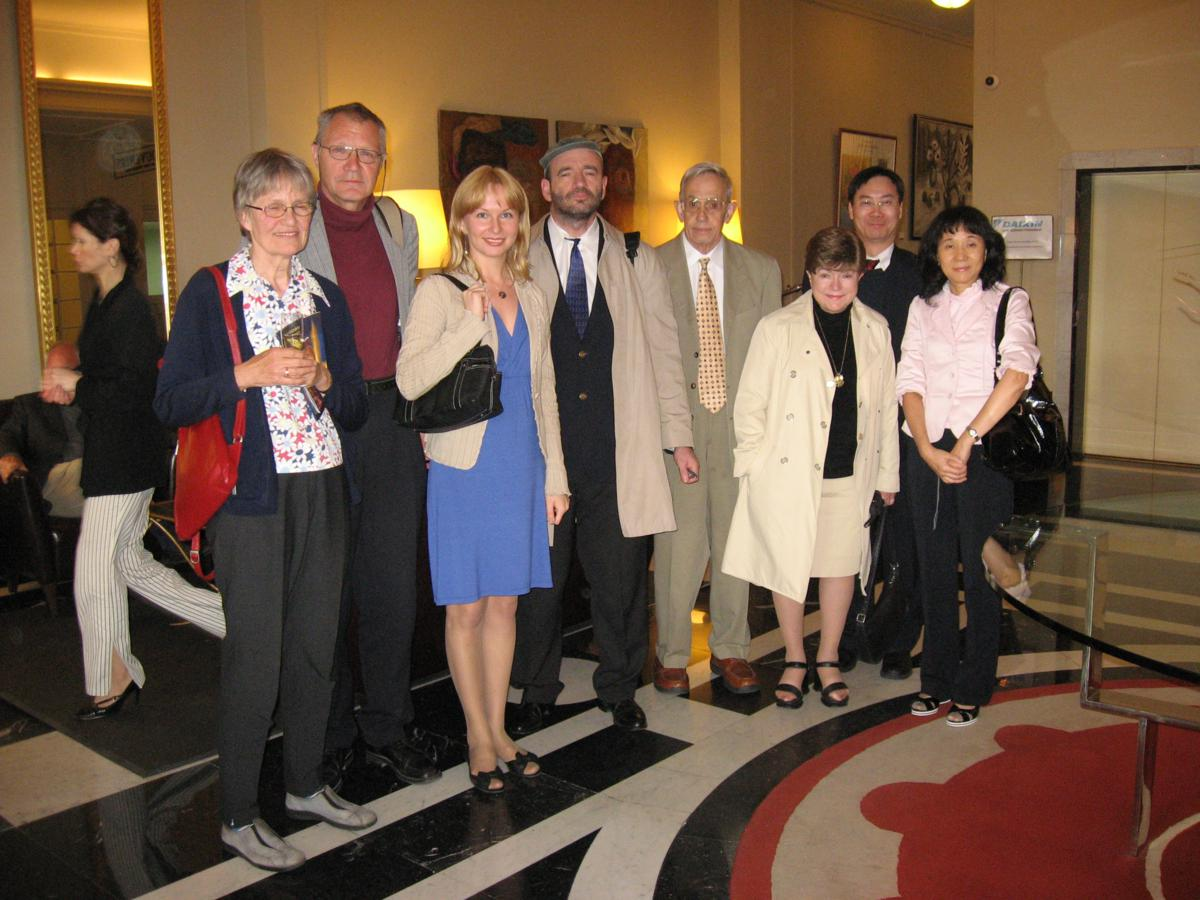
John i Alicia Nash (quart i tercer començant per la dreta) el 2008 en una congrés a Sant Petersburg.

Poc després de trencar amb Stier, Nash va conèixer Alicia Lardé Lopez-Harrison, una ciutadana estatunidenca nacionalitzada originària d'El Salvador. Lardé es va graduar al MIT i es va llicenciar en física. Es van casar el febrer de 1957. Encara que Nash era ateu, la cerimònia es va fer en una església episcopal. El 1958, Nash va ser nomenat per a un càrrec permanent al MIT, i els seus primers signes de malaltia mental aviat es van fer evidents. Va renunciar al seu càrrec al MIT a la primavera de 1959. El seu fill, John Charles Martin Nash, va néixer uns mesos després. El nen no va tenir nom durant un any perquè Alicia va creure que Nash hauria de tenir veu a l'hora de triar el nom. A causa de l'estrès de fer front a la seva malaltia, Nash i Lardé es van divorciar el 1963. Després de la seva última alta hospitalària el 1970, Nash va viure a la casa de Lardé com a pensionista. Aquesta estabilitat semblava ajudar-lo, i va aprendre a descartar conscientment els seus deliris paranoics. Princeton li va permetre auditar classes. Va continuar treballant en matemàtiques i finalment se li va permetre tornar a ensenyar. A la dècada de 1990, Lardé i Nash van reprendre la seva relació i es van tornar a casar el 2001. John Charles Martin Nash va obtenir un doctorat. en matemàtiques de la Universitat de Rutgers i li van diagnosticar esquizofrènia quan era adult.
El 23 de maig de 2015, Nash i la seva esposa Alicia van morir en un accident de trànsit en una autopista de Nova Jersey. El taxi que els portava va perdre el control en un avançament i va xocar amb la barrera de seguretat i amb un altre vehicle. A conseqüència d'això, tots dos van sortir disparats del taxi, perquè no portaven cinturó de seguretat.